# オーストリア継承戦争
オーストリア継承戦争（オーストリアけいしょうせんそう、独: Österreichischer Erbfolgekrieg, 仏: Guerre de Succession d'Autriche, 英: War of the Austrian Succession, 1740年 - 1748年）は、神聖ローマ皇帝位およびオーストリア大公国（ハプスブルク帝国）の継承問題を発端にヨーロッパの主要国を巻き込んだ戦争。カナダやインドで英仏間の戦争にも発展した。

## 背景

### ハプスブルク家の継承問題
神聖ローマ皇帝カール6世は男子に恵まれず、長年後継者に悩んでいた。女子の相続を認める国事詔書を1713年に発布し、その後に生まれた娘のマリア・テレジアにハプスブルク家領（オーストリアをはじめとするハプスブルク帝国）を継がせるため、いくらかの譲歩を行ってフランスなど欧州主要国にこの詔書を認めさせた。

### 帝位継承者をめぐって
ハプスブルク家はまた、15世紀以来神聖ローマ皇帝を世襲してきたが、女子は帝位に就けないので、マリア・テレジアの夫トスカーナ大公（元ロレーヌ公）フランツ・シュテファンの即位を要求した。しかしルイ15世のフランス宮廷は、ハプスブルク勢力を弱体化させる絶好の機会として背後で画策し、攻撃を仕掛けた。これがオーストリアと周辺諸国の間での戦争に発展した。
遡ると、ハプスブルク家はカール5世の所領を、スペインやイタリアおよび新大陸は嫡男のフェリペ2世に、オーストリア方面は弟のフェルディナント1世にそれぞれ相続させた。オーストリア系の祖であるフェルディナント1世には4男があり、三男以外の3人が成人した。次男フェルディナントは貴賤結婚により子孫に継承権が無かった。長男マクシミリアン2世の男系子孫は17世紀中に全て断絶し、カール6世が崩御したことで四男カールの系譜も男系が断絶した。
バイエルン選帝侯カール・アルブレヒトは、カール6世の兄ヨーゼフ1世の次女マリア・アマーリエの夫であったが、皇帝の女婿であったことのみを継承権の根拠とはしなかった。カール・アルブレヒト自身も、フェルディナント1世の長女アンナの子孫であり、フェルディナント1世の男系子孫が断絶した今、適法の相続者であるとして権利を主張した。

### シュレージエンを巡る係争
シュレージエン（シレジア）を巡っては、そもそもイェーゲンドルフ（クルノフ）侯領を、1523年にホーエンツォレルン家の傍流であるブランデンブルク＝アンスバッハ辺境伯ゲオルクが購入した。さらに、ラティボル公国およびオッペルン公国も、協定によりホーエンツォレルン家領となる予定だったが、三十年戦争時に神聖ローマ皇帝フェルディナント2世に収公された。また、リーグニッツ（レグニツァ）、ブリーク（ブジェク）、ヴォラウの3公領も、フェルディナント1世の例に反していることを理由に、1675年に収公された。1696年に、ブランデンブルク選帝侯フリードリヒ3世（後、プロイセン初代国王）は、これらの地への権利を復活させた。
18世紀に入り、ポーランド継承戦争後、ハプスブルク帝国とザクセンの弱体化と、フランスやロシア帝国の進出により、ユーリヒ＝ベルクはヨーロッパの勢力均衡上の要地となった。
1738年2月、カール6世はフランスの圧力により、ユーリヒ＝ベルクの相続権をプロイセンから奪った。プロイセンはこの代償として、3公領（リーグニッツ、ブリーク、ヴォラウ）を要求した。1740年に即位する第3代国王フリードリヒ2世（大王）は、東方の西プロイセン（現ポーランド領）、西方のユーリヒ公国とベルク公国（ユーリヒ＝ベルク公国）の獲得を指向するようになった。

### プロイセンの勃興
ブランデンブルク＝プロイセンは北方戦争によって国際的影響力を増し、さらにスペイン継承戦争でハプスブルク家側に付いた結果、神聖ローマ皇帝レオポルト1世より王号を認められた。1701年1月18日、初代国王フリードリヒ1世は「プロイセンにおける王」（König in Preußen）として即位し、プロイセン王国が誕生した。フリードリヒ1世は、軍政と財政を合わせて管轄する総軍事委員会や、地方貴族代表の地方長官と君主から派遣されていた地方委員に統一することで、軍制の強化を図った。
第2代国王のフリードリヒ・ヴィルヘルム1世は、1723年に軍事財政管理局を創設して、父王の政策を継いで行政組織を強化した。傭兵への依存による欠点を補うため、まず1716年に陸軍幼年学校を設立し、プロイセン貴族からのみ将校を育成した。そして1733年に正式成立したカントン制度に基づく農民からの徴兵により、フランス、ロシアに次ぐ規模の陸軍大国となっていた。
フリードリヒ・ヴィルヘルム1世の王太子フリードリヒは文化面にも優れ、生涯に様々な著書や論考を遺した。1738年には『ヨーロッパ諸国家体制の現状に関する考察』を記した。さらに1739年に記した『マキャヴェリ駁論』では、啓蒙思想に基づき「君主は人民の第一の下僕に過ぎない」と説き、自然権として人民の福祉を果たすために、それを直接防衛する軍事を重んじ、即位後は親政を執った。しかし、これはプロイセンの利害のために、既存の勢力均衡を武力で変更することを正当化した思考でもあった。
1740年10月、フリードリヒ王太子が第3代国王フリードリヒ2世（大王）として即位する。フリードリヒは、マリア・テレジアの相続と夫フランツ・シュテファンの皇帝選出に異議はなかった。しかし、特にユーリヒ＝ベルクとシュレージエンについて、相続要求の権利がプロイセンにとって合法的であるとして、妥協することはできず、ハプスブルク家およびフランスとの対決を決心するに至った。

### 国際情勢
フランスは、ドイツ方面への関心により、1738年にスウェーデンと同盟を結んだ。スペインは植民地を巡ってイギリス（グレートブリテン王国）と対立し、1739年からジェンキンスの耳の戦争の渦中にあった。イギリスはユーリヒ＝ベルクを巡って、王室同士が姻戚関係にあるにもかかわらず、プロイセンと対立した。プロイセンから見て西方の情勢は以上であり、一方の東方は、オーストリア・ロシア・トルコ戦争の結果、1739年にハプスブルク家が敗北していた。したがって、プロイセンは最も弱いオーストリアを狙い、勢力均衡を試みることとなった。
主にオーストリアを支援したのは、フランスと対立するイギリスとオランダ（ネーデルラント連邦共和国）であった。後にザクセンとサルデーニャ王国もオーストリアの側で参戦した。
これと敵対する側に立ったのはプロイセン、フランス、スペイン、バイエルンであった。

## 経過

### 第一次シュレージエン戦争

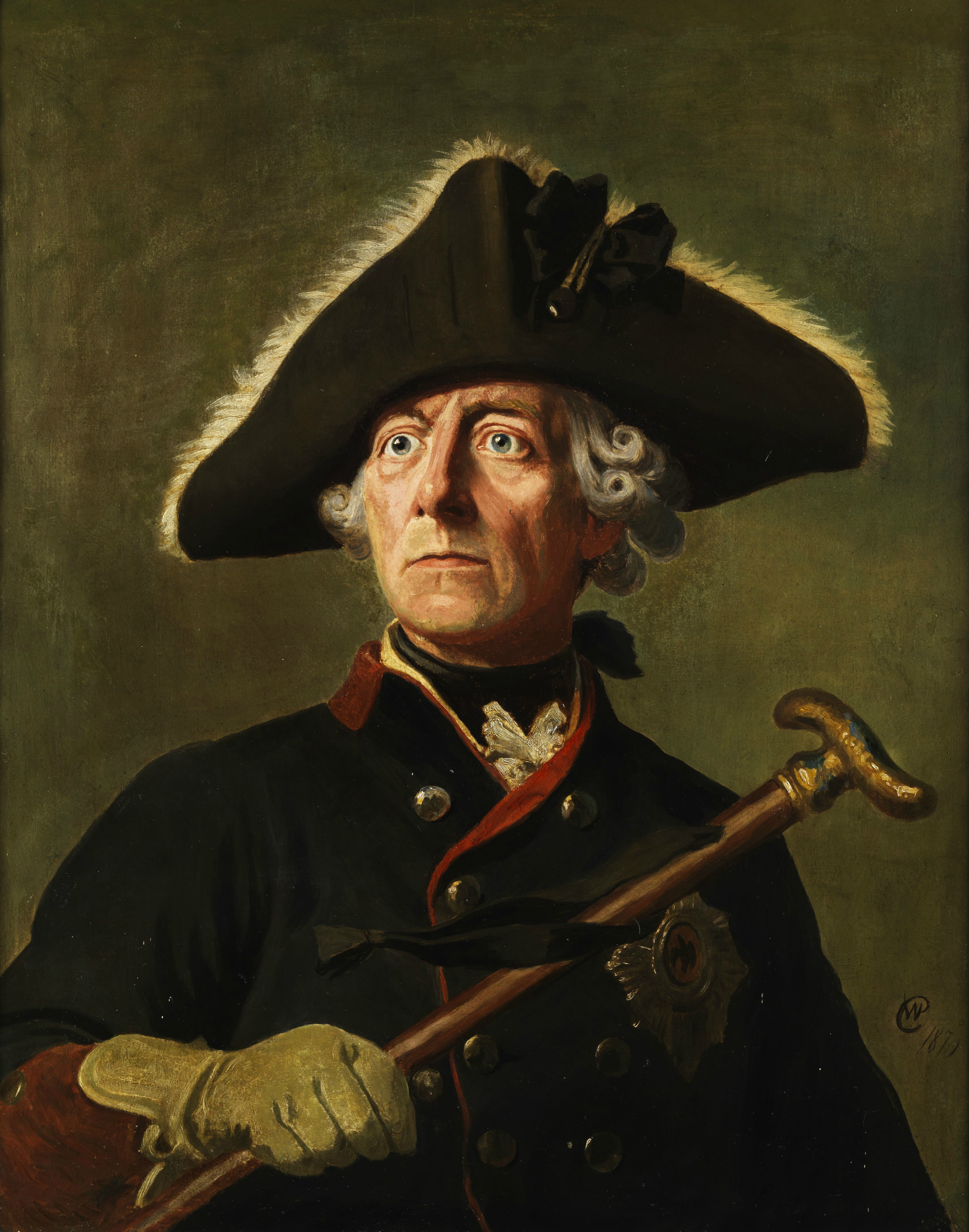
フリードリヒ2世

1740年、皇帝カール6世が没すると、プロイセン王兼ブランデンブルク選帝侯フリードリヒ2世は、皇帝選挙でマリア・テレジアの夫フランツ・シュテファンに投票することを条件にシュレージエン（シレジア）地方のいくつかの領地の割譲を求めた。シュレージエン地方をフリードリヒ2世が求めた背景としては、まず同地方が経済的にも重要なオーデル川を有し、南部ベーメン（ボヘミア）・メーレン（モラヴィア）との境界に軍事的に重要な山脈が位置し、さらに侵攻に際しての後方連絡線の確保が比較的に容易であり、加えてオーストリア軍の勢力が相対的に寡少であると評価したことがある。
オーストリア宮廷が要求を拒否したのに対し、プロイセン軍は、バイエルン・フランス・ザクセンなどの支持を準備して、1740年12月16日、オーストリアの不意を突きシュレージエンに侵攻した。プロイセン軍はいくつかの要塞を除くこの地方の大部分を占領し、冬を過ごす。マリア・テレジアはフリードリヒ2世の侵略に激怒し、主力であるナイペルク兵団を転進させてシュレージエン地方の奪回作戦を企図する。翌1741年3月末にはオーストリア軍はプロイセン軍の根拠地を求めて迂回のために北進し、プロイセン軍は防勢となる。
そこでフリードリヒ2世は決戦することを決心し、1741年4月10日にモルヴィッツでプロイセン軍約2万とオーストリア軍約2万が戦い、火力に勝るプロイセン軍にオーストリア軍は撃退された。この敗北はハプスブルク家に対する各国の介入を招く結果となり、また、新興国であったプロイセンの台頭を効果的に印象付け、プロイセン軍野戦司令部に各国の外交使節が訪れることとなった。こうした経過もあり、同年5月28日にニンフェンブルク条約が締結され、バイエルン、フランス、スペインの3か国が同盟を結んだ。さらに、プロイセン、ザクセンも加わり、オーストリアの西方は包囲されるに至った。
マリア・テレジアは6月25日にハンガリー女王として戴冠した。議会との折衝を経てハンガリーの救援を得たものの、コトゥジッツの戦いの敗北を契機に、1742年7月にイギリスの仲介を得てシュレージエンの大部分とベーメンの1郡をプロイセンに割譲する講和の密約（ベルリンの和）を締結した。

### オーストリア・ザクセン戦争

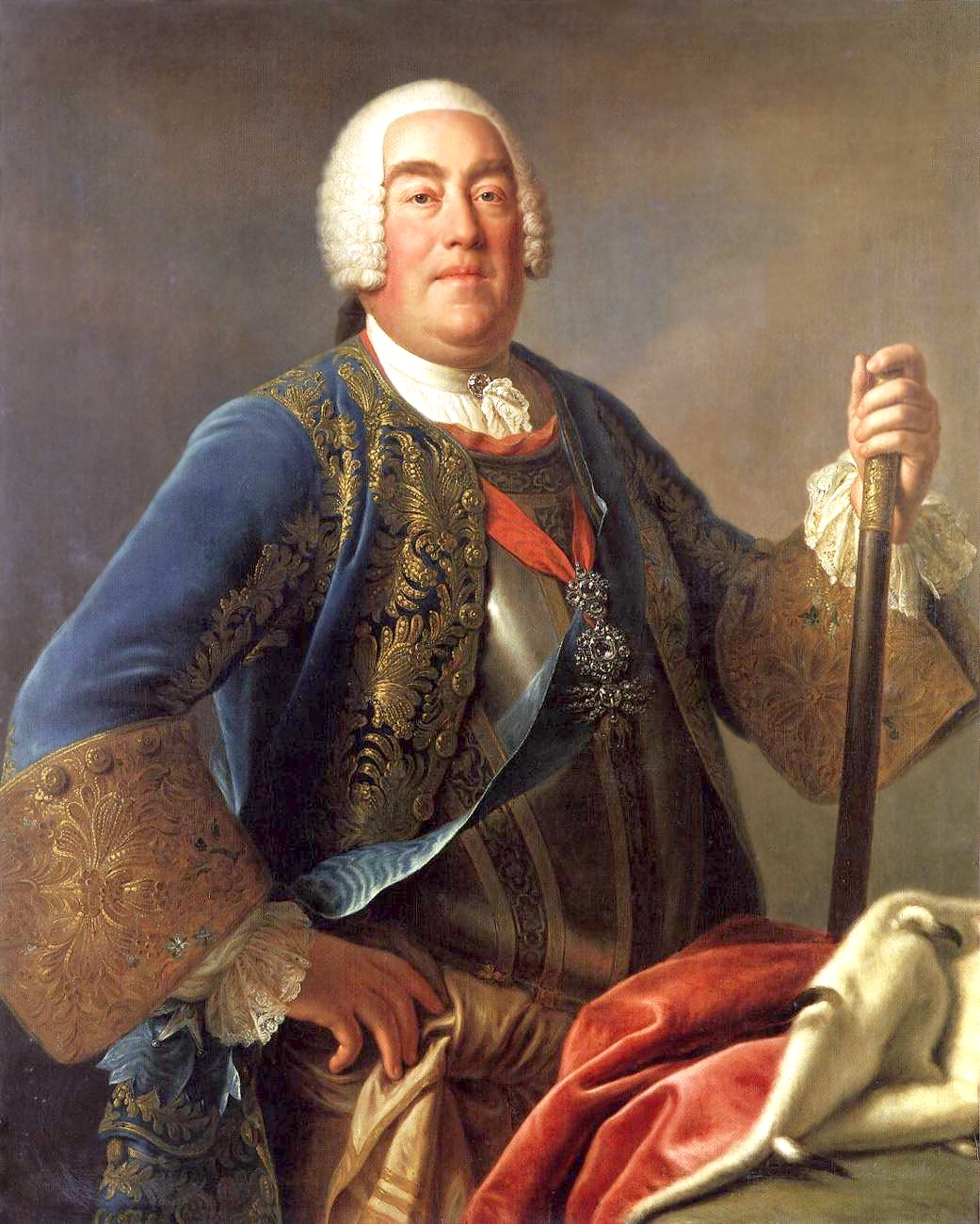
アウグスト3世

1741年、ザクセン選帝侯兼ポーランド国王アウグスト3世は、ハプスブルク家領の相続権（妃マリア・ヨーゼファはヨーゼフ1世の長女だった）を主張してベーメンに侵入したが、和平交渉により間もなく撤退した。

### オーストリア・バイエルン戦争

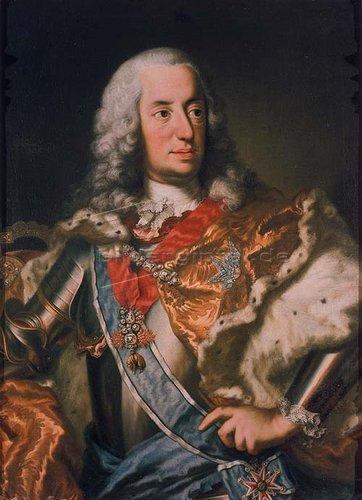
カール・アルブレヒト

神聖ローマ皇帝位を狙うバイエルン選帝侯カール・アルブレヒトは、1741年にチロル地方など上オーストリアとベーメンを占領、1742年には皇帝カール7世として戴冠した。これにはバイエルンと秘密条約を結んだフランスが背後で動いており、フランスも一部派兵した。窮地に立ったマリア・テレジアは、当時ハンガリーの首府であったプレスブルク（現スロヴァキア首都ブラチスラヴァ）に赴き、ハンガリー議会で自らハンガリー貴族たちに支援を呼びかけた。ハンガリーは出兵を承認し、反撃に出たオーストリアは上オーストリアとベーメンからバイエルン・フランス連合軍を撃退した上、バイエルンまで占領した。領地を奪われたカール7世は1745年、失意のうちに死去し、代わってフランツ・シュテファンが即位した。

### 第二次シュレージエン戦争
シュレージエン割譲をオーストリアに認めさせたプロイセン王フリードリヒ2世は、オーストリアとイギリスがフランス軍とバイエルン軍を駆逐してライン川領域に勢力を進出させ、イタリアのフランス軍をも撃退したことを受け、これらをプロイセンへの脅威と状況判断した。そして皇帝カール7世の尊厳とプロイセンの自由、ひいてはヨーロッパの平和を守るため、そして皇帝を援助することを大義名分として、1744年にバイエルンと同盟を結び、6万の主力部隊を率いてベーメンに侵攻した。オーストリア・ザクセン連合軍は決戦を回避してプロイセン軍の側面に脅威を及ぼす。プロイセン軍に対する現地住民の感情が悪化し、また貧困のために軍需物資の現地調達が困難となり、また1745年に皇帝カール7世が死去して大義名分を失い、戦局は悪化した。この時に大量のプロイセン軍兵士が投降したため、フリードリヒ2世はイギリスを仲介として、マリア・テレジアの夫フランツ・シュテファンを推挙することを条件としてシュレージエン領有を求めるが、イギリスはプロイセン側の条件が有利だとしてこれを拒否した。
1745年にオーストリア軍は前進を開始し、フリードリヒ2世はこの進軍の際に配置された倉庫の位置関係からその進軍予想地を推測して、平地へ誘出することに成功した。そして1745年6月4日にホーエンフリートベルクにおいてプロイセン軍6万とオーストリア連合軍7万が会戦し、プロイセン軍が勝利を収めた。ここでフリードリヒ2世は再びイギリスを仲介とする和平工作に乗り出す。一方でマリア・テレジアは、和平の前に一撃を加えて有利な条件で講和したいと考え、当時分散配置していたプロイセン軍部隊に対して攻撃した。プロイセン軍は現地住民の反発とオーストリア軍の攻撃を受け、途上のソールで突如出現したオーストリア軍を撃退しながらシュレージエンにまで後退する。
フリードリヒ2世は一時的に外交工作のためベルリンへ戻るが、11月にオーストリア軍がザクセン経由でベルリンへ侵攻する作戦計画があることを諜報によって知り、再びシュレージエンへ出陣する。陽動によってオーストリア軍のカール公子兵団を誘出し、その前衛部隊であるザクセン軍をケッセルスドルフで撃破した。また別働隊のザクセン軍3万を12月にケッセルスドルフにおいて撃破し、ザクセン軍の戦力を無力化した。フリードリヒ2世はドレスデンへ主力を率いて移動し、12月末にドレスデンの和約によってシュレージエンを領有することに成功し、また1748年にはアーヘン条約によってイギリス・フランス・オーストリア・サルデーニャと和平を結び、シュレージエン領有を承認させた。

### フランス・オーストリア戦争
フランスはイギリス・オランダの参戦を抑えるため、両国には1744年まで宣戦布告しなかったが、この年オーストリア領ネーデルラント（現在のベルギー）に侵攻し、オーストリア・イギリス・オランダ連合軍を破った。しかし1748年のアーヘンの和約によりこの地方から撤兵した。

### オーストリア・スペイン戦争

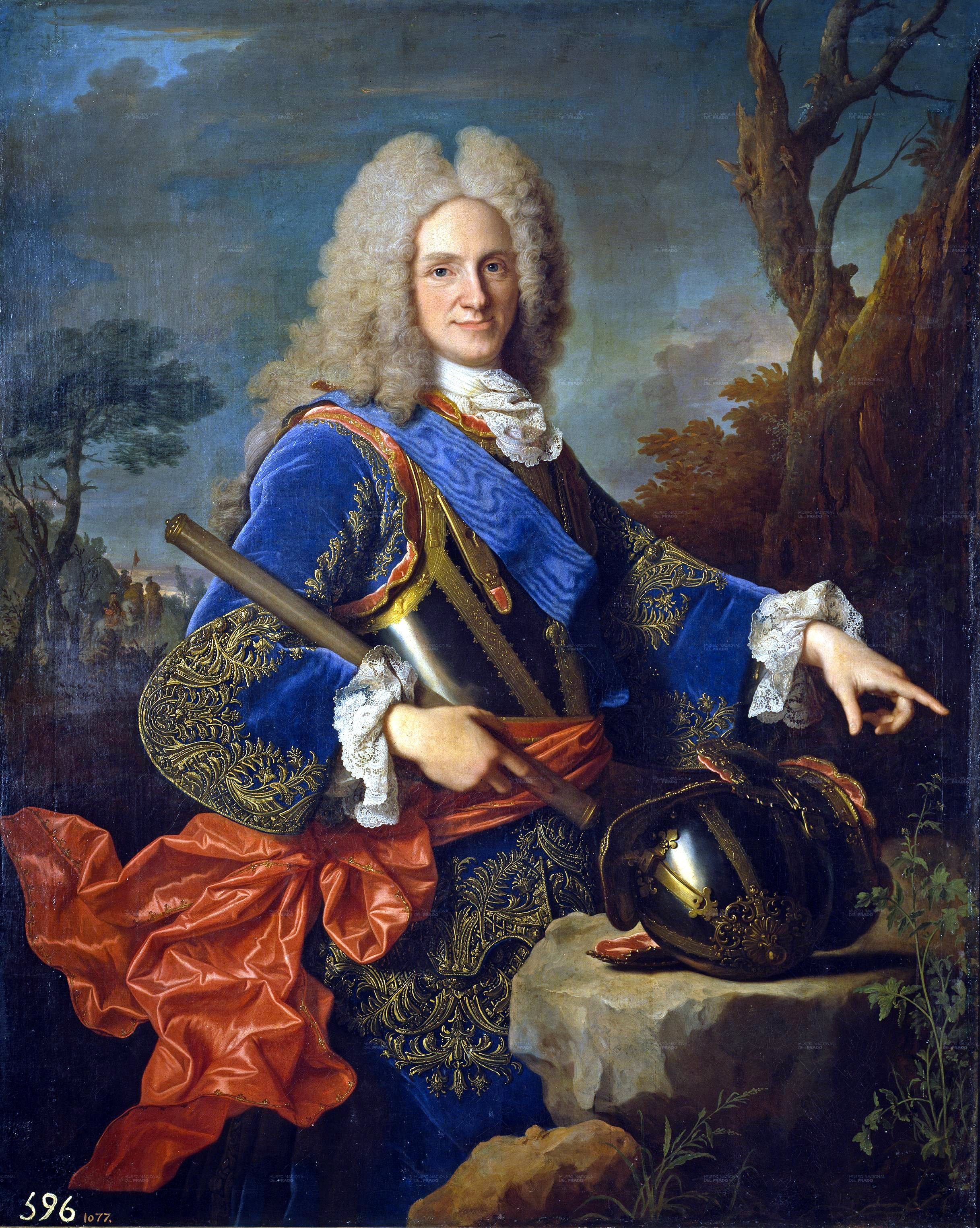
フェリペ5世

当時スペインはフランスから迎えたブルボン家の王フェリペ5世を戴いており、先のスペイン継承戦争でオーストリアに割譲した北イタリアのミラノ公国を奪回すべく、1744年に参戦した。スペイン軍は一時ミラノを占領したが、サルデーニャ王国がオーストリア側で参戦したため、目的を達成できなかった。

### ヨーロッパ外での戦争
戦争は1744年から、カナダとインドでも英仏間の植民地戦争となった。北米ではイギリス植民地ニューイングランドがイギリスの提督の指揮下でカナダ東部に出兵し、フランス側のルイブール要塞（現ノヴァスコシア州ルイスバーグ）を陥落させた。北米での局地戦は米国でジョージ王戦争（イギリス王ジョージ2世にちなむ）と呼ばれるが、折角占領したルイブール要塞は後にフランスに返還されている。一方、インドではフランスのインド総督デュプレクスがインド諸侯を傘下に収め、イギリス領マドラスを占領するなどイギリス東インド会社に対して有利に戦いを展開したが、アーヘン和約によりマドラスは返還された（第一次カーナティック戦争）。デュプレクスは財政負担の大きいインドでの拡張主義を嫌う本国政府によって、後に解雇されている。

## 結末
一連の戦争は1748年のアーヘンの和約（エクス・ラ・シャペル条約）によって終結した。オーストリアはシュレージエンと北イタリアのパルマ公国など一部の領地を奪われたが、上オーストリア、ベーメン、オーストリア領ネーデルラント、ミラノなどはすべて奪い返してハプスブルク領の一体性を保持し、神聖ローマ皇帝位も確保した。
相当な外交的、軍事的、財政的努力を費やしてオーストリアの弱体化を図ったフランスの企ては見事に失敗し、イギリスとの植民地戦争も中途半端に終わった。
プロイセンのフリードリヒ2世のみがシェレージエンをオーストリアから奪い、数々の戦闘で軍事的才能を発揮し、「大王」と謳われることになった。
しかし、ヨーロッパの勢力均衡はこの戦争で決着したわけではない。フリードリヒ大王が意図しなかったにもかかわらず、やがて七年戦争で再び同じ場所が戦場となる。